# 根本幸夫
根本 幸夫（ねもと ゆきお、1947年 - ）は、日本の薬剤師。横浜薬科大学教授。薬学博士。
日本漢方連盟理事長、総合漢方研究会会長、昭和漢方生薬ハーブ研究会副代表、昭和大学薬学部非常勤講師（生薬学・植物薬品化学）、洗足学園音楽大学現代邦楽研究所講師、東京薬膳研究会顧問、茶道宗偏流学事顧問、MIWA日本文化交流会代表、香り文化研究会幹事長などの要職を歴任。大正製薬のドリンク「ゼナ」の処方製作協力、化粧品会社シュウ・ウエムラの薬草入り化粧品の処方製作協力、また、美の聖地である伊勢丹新宿店地下2階にあるビューティアポセカリーの顧問を担当するなど、多方面で活躍している。東京都大田区大岡山にある漢方平和堂薬局の店主を務める。

## 概要
1947年生まれ。1969年に東京理科大学薬学部および東洋鍼灸専門学校を同時に卒業。竹山晋一郎氏に針灸術、中国人医師楊日超氏に中医学を学ぶ。現在は、漢方平和堂薬局店主として日々、多くの人の健康に寄与するいっぽう、横浜薬科大学客員教授、昭和大学薬学部非常勤講師として後進の指導にあたっている。音楽家への治療も得意とし、ピアニスト・指揮者として世界的に有名なクリストフ・エッシェンバッハ氏やヴァイオリニストであるイヴリー・ギトリス氏をはじめとして、数多くの音楽家の治療に携わってきた。
主な著書には、『やさしくわかる東洋医学』（かんき出版）『40歳からの家庭漢方』『台所漢方の事典』（以上、講談社）『症状別　よくわかる東洋医学』（PHP研究所）など多数ある。

## 略歴
1947年生まれ。1969年に東京理科大学薬学部および東洋鍼灸専門学校を同時に卒業。1972年東京都大田区大岡山にある漢方平和堂薬局を開業。

## 著書

### 著書
- 咳・喘息漢方治療の手引(総合漢方研究会　1977年)
- 漢方で元気に美しく(健友館　1986年)
- 民間薬百科 (健友館　1986年)
- クマ笹健康法 (健友館　1988年)
- 知っておきたい食物療法(1989年)
- 頭をよくする漢方と食養 (世界文化社　1990年) - 韓国でも翻訳出版
- 野菜果物で病気を治す (健友館　1990年)
- 病気を治す食べ物百科 (健友館　1991年)
- 健康食品はやわかり (曜曜社　1991年) 漢方春夏秋冬 (薬局新聞社1995年)
- 台所漢方の辞典 (講談社　1995年)
- ダイエット漢方 (アートデイズ　1995年)
- 食べ物百科漢方版 (簡易保険文化財団　1996年)
- 気の健康と開運法 (同友館　1999年)
- おいしい漢方食 (文化出版局1999年)
- ハーブに関する世界的動向と日本の対応 (ホワイトルーム 1999年)
- 免疫・漢方・薬膳 (根本幸夫 2000年)
- 身体に効く-キッチン食べもの事典 (高橋書店 2000年)
- 40歳からの家庭漢方（講談社 2003年）
- 知っておきたい食物療法（平和堂薬局 2003年）
- 薬膳【知識編 薬膳入門】（全研本社 2004年）
- 薬膳【実践基本編 病気・症状別薬膳】（全研本社 2004年）
- 薬膳【活用集 素材辞典】（全研本社 2004年）
- やさしくわかる東洋医学（かんき出版・2005年）
- 三輪山歳時記 歌集 人の守る山 神坐す山（万来舎・2005年）

## 共著 =
- 東京大学総合図書館 古医学書目録 (出版科学総合研究所　1978年)
- 漢薬運用の実際 (健友館　1983年)
- 漢方・民間薬(緒方出版　1984年)
- 一目でわかる家庭の漢方薬(健友館　1984年)

(中国で翻訳出版される) ⇒　一目了然中医方剤図解(山西科学教育出版社　1987年)
- 健康酒(緒方出版　1985年)
- 中国鍼灸の全療法 (出版科学総合研究所　1987年)
- 家庭薬膳入門 (緑書房　1988年)
- 気へのアプローチ(自然社　1988年)
- 家庭の医学 - 病気の早期発見対策辞典(健友館　1990年)
- 台所漢方(緒方出版　1990年)
- 家庭の医学 - 体質改善即効療法(健友館　1991年)
- 陰陽五行説の発生と展開 (薬業時報社　1991年)
- 自然のクスリ(緒方出版　1991年)
- 東と西の薬草療法 (同友館　1991年)
- 目で見る漢方豆事典 (健友館　1992年)
- お茶と長寿 (曜曜社　1992年)
- 薬食同源(緒方出版　1995年)
- からだにやさしい東洋医学の本 (私立学校教職員共済組合　1995年)
- 香りの神秘 (同友館　1995年)韓国で出版予定
- やさしい漢方入門(健友館　1995年)
- 自分で治す医学百科 (主婦と生活社　1996年)
- なるほどなっとく漢方№1〜№8 (ツムラ　1998年〜1999年)
- 古代出雲の薬草文化 (出帆新社 2000年)
- 日本音楽のちから（音楽之友社 2001年）
- 高血圧を下げる知恵とコツ（主婦の友社 2004年）

### 訳書
- 中医診断学と漢方療法 (日本中国医薬学院　1974年)
- 温病の研究 (出版科学総合研究所　1978年)
- 中医八綱解説 (自然社　1979年)
- 漢方配合応用 (薬業時報社　1984年)
- 続・漢方配合応用 (薬業時報社　1987年)

### 監修
- 知っておきたい漢方薬 (健友館　1988年)
- 知っておきたいツボ療法 (健友館　1990年)
- 烏骨鶏の話 (ホワイトルーム　1991年)
- ニンニク健康法 (永岡書店　1993年)
- 食べて治す医学大辞典 (主婦と生活社　1993年)
- 足は細くなる (健友館　1994年)
- アロエバイブル (日東書院　1994年)
- 花粉症・アトピーを治す (健友館　1995年)
- 漢方スパイス40 (同文書院　1997年)
- オリジナル化粧品と家庭薬 (同文書院　1997年)
- 犬・猫に効く指圧と漢方薬 (世界文化社 1999年)
- 糖尿病・合併症は治せる！(健友館 2001年)
- 漢方210処方生薬解説（じほう･2001年）
- 平和堂漢方叢書･やさしい漢方ハンドブック（平和堂薬局･2002年）
- 食の医学館（小学館･2002年）
- とれたて菜園の元気野菜（万来舎・2004年）
- 自分で治す、防ぐ！糖尿病特効Booｋ（主婦と生活社・2004年）
- 農の庭（万来舎　2005年）
- モンゴル医薬学の世界（出帆新社　2005年）

### 指導・編集協力
- コリや疲れをとるツボの本(オレンジページ 1999年)
- 快適！食の健康術（小学館 2004年）

### 編集製作
- 附子の研究 第一篇(文献篇)(出版科学総合研究所　1979年)
- 附子の研究 第二篇(論文篇)(出版科学総合研究所　1981年)
- ヴィーナス (国際香と文化の会　1988年)
- 神郷 三輪山 (同友館　1990年)
- 現代人の心と神 (同友館　1995年)

## 番組製作
製作協力
- 中国漢方紀行 (NHK 特集　製作協力1985年)
- 中国漢方新事情 (NHK 特集　製作協力1986年)
- インドユナニー医学 (ETV8)(NHK 教育　製作協力1988年)
- アジアの伝承医学 (ETV8)(NHK 教育　製作協力1989年)
- 万葉 源氏の香 (市民大学講座)(NHK 教育　製作協力1990年)

ビデオ監修
- 家庭で作る漢方健康料理「薬膳」(アートデイズ　ビデオ全5巻 監修1993年)